# Kidds Orange Red
Kidds Orange Red, auch Kidd’s Orange Red, Kidds Orange ist eine Sorte des Kulturapfels (Malus domestica). Die 1912 gezüchtete Sorte des neuseeländischen Züchters James Hutton Kidd sollte den Geschmack des europäischen Cox Orange mit dem Aussehen des US-amerikanischen Red Delicious kombinieren. Die Sorte erinnert im Geschmack an Cox Orange, ist aber größer und in sonnigem Klima leichter im Anbau. Sie ist auch im 21. Jahrhundert noch als Liebhabersorte verbreitet. Besondere Bedeutung erlangte Kidds Orange Red aber als direkter Vorfahr von Gala.
Der Apfel hat ein intensives und komplexes Aroma, das unter anderem an Blumen erinnert. Dabei ist er süßer als Cox. Das gelbliche Fruchtfleisch ist dicht und ausreichend saftig. Er ist mittelgroß, leicht konisch und hat erkennbare Rippen. Die Basis ist schmaler als die Oberseite. Oft ist er leicht asymmetrisch und gestellt auf eine ebene Unterfläche neigt er zu einer Seite. Die Grundfarbe ist schwach gelb mit einem leichten Überzug von hellrot. Er hat einige dunklere Stellen. Die recht ausgeprägte Berostung gibt ihm ein marmoriertes Aussehen.
Um zur vollen Reife zu gelangen, benötigt der Apfel viel Sonne im Herbst. In Europa wird er im Oktober geerntet und hält im Kühllager bis Januar. Die Bäume wachsen kräftig, tragen aber nur mittelmäßig. Der Apfel ist anfällig für Obstbaumkrebs, aber resistent gegen Mehltau und Apfelschorf. Bei kühlem Wetter im Sommer verliert Kidds Orange Red schnell Blätter.
Kidds Orange Red war der erste in Neuseeland gezüchtete Apfel, der dort in größerem Maßstab kommerziell angebaut wurde. Kidds Orange Red wurde in den 1960ern in Jork für den Erwerbsanbau in Deutschland getestet, konnte sich aber nicht durchsetzen.